# Jean-Baptiste Prevost de Sansac de Traversay
 (décembre 2008).
Si vous disposez d'ouvrages ou d'articles de référence ou si vous connaissez des sites web de qualité traitant du thème abordé ici, merci de compléter l'article en donnant les références utiles à sa vérifiabilité et en les liant à la section « Notes et références ».
Pour les personnes ayant le même patronyme, voir Prevost.
Jean-Baptiste Prevost de Sansac, marquis de Traversay. En Russie, il fut connu sous le nom d' Ivan Ivanovitch Traversay, (en russe : Иван Иванович Траверсе), né le 24 juillet 1754 à la Martinique dans les Antilles françaises et décédé le 19 mai 1831 à Romanschina, village du district de Louga de la province de Saint-Pétersbourg.
Marin français d'origine créole, au service de la Marine royale française, il se distingua lors de la Guerre d'indépendance américaine. Fuyant la Révolution française, il entra au service de la Marine impériale de Russie. Il fut amiral, ministre des Forces maritimes (du 28 novembre 1811 au 17 décembre 1815 et ministre de la Marine impériale de Russie du 17 décembre 1815 au 24 décembre 1828, membre du Conseil d'État (1er janvier 1810) et organisateur de trois expéditions en mer.

## Biographie

### Origines et famille
Jean-Baptiste Prevost de Sansac, marquis de Traversay naquit sur l'ile de la Martinique, il fut l'aîné de neuf enfants, son père, Jean-François Prevost, seigneur de Puybottier et seigneur de Traversay (1725-1776) était un lieutenant dans la Marine royale française occupant un poste en Martinique, plus tard, il fut nommé gouverneur de cette île. Sa mère, Claire de Longbren de Ken possédait une importante plantation de canne à sucre. Issu d'une vieille famille de marins, le marquis comptait parmi ses ancêtres le capitaine et armateur Abraham Duquesne (1570-1635) et l'amiral Abraham Duquesne-Guitton (1651-1724). Les preuves de noblesse de la famille Prevost de Sansac de Traversay remontent à 1375.

### Enfance et études
Jean-Baptiste Prevost de Sansac arrive en France à l'âge de cinq ans. Son père place son fils Jean-Baptiste Prevost de Sansac dans un pensionnat de bénédictins à Sorèze (Tarn). En 1766, le jeune Jean-Baptiste est admis au collège de la Marine à Rochefort en Charente-Maritime, lorsque cet établissement ferme ses portes, il continue ses études à Brest.

### Carrière militaire dans la Marine royale française
En 1773, Jean-Baptiste Prevost fut élevé au grade d'enseigne de vaisseau et passa trois années à bord de navires de transport dans les îles Caraïbes. Après un bref séjour à Rochefort, en 1776, il rejoignit la loge franc-maçonnique Parfaite harmonie. De façon temporaire il assura le commandement d'une compagnie de marins luttant contre l'incursion des britanniques sur les côtes. Jean-Baptiste Prevost de Sansac fut affecté dans la flotte placée sous le commandement de l'amiral Louis Guillouet, marquis d'Orvilliers (1708-1792).

#### Guerre d'Indépendance américaine

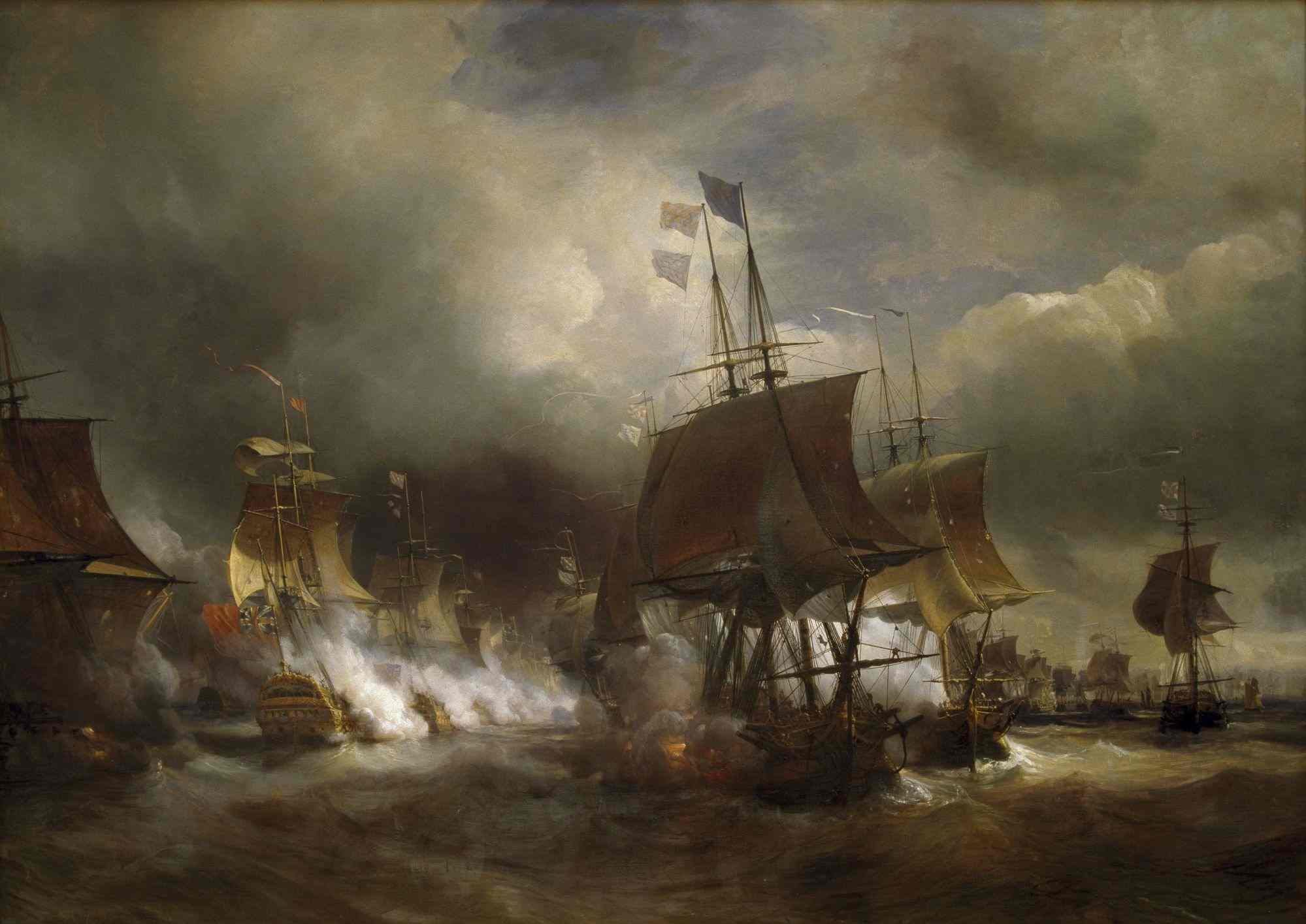
Combat d'Ouessant, juillet 1778.
Huile sur toile par Théodore Gudin.

En mai 1778, lors de la signature du traité d'alliance entre la France et les États-Unis, le conflit avec la Grande-Bretagne devint imminent. Le 15 juin 1778, Jean-Baptiste Prevost de Sansac rejoignit l'équipage du Vengeur, un navire de ligne armé de 64 canons placé sous le commandement du capitaine de la Royale Guy Pierre de Kersaint (1747-1822). Le 8 juillet 1778, la flotte française lève l'ancre et se dirige vers l'Océan Atlantique avec pour seul ordre : détruire la marine britannique et coopérer avec les insurgés américains. Le 27 juillet 1778, lors de la bataille d'Ouessant, Jean-Baptiste Prevost de Sansac prit part à son premier combat, les Français remportèrent une petite victoire. Le Vengeur réussit à s'emparer d'un navire corsaire britannique le Saint-Peter. Deux semaines plus tard, en qualité de premier officier, il fait route vers les Antilles à bord de la frégate Iphigénie placée sous le commandement d'Armand de Kersaint (1742-1793).
Le 14 décembre 1778, L'Iphigénie capture le HMS Ceres, une corvette britannique armée de 18 canons. Jean-Baptiste Prevost de Sansac devient commandant du HMS Ceres et est promu sous-lieutenant de marine. En 1779, à bord de cette corvette, il capture de nombreux navires de transport britanniques. En septembre 1779, le HMS Ceres participe à un débarquement manqué à Savannah dans l'État américain de Géorgie. En avril et mai 1780, il participe aux trois épisodes de la bataille de la Martinique où la flotte du comte de Guichen et de l'amiral d'Estaing rencontra celle de l'amiral George Brydges Rodney (1719-1792).

##### Bataille de la baie de Chesapeake

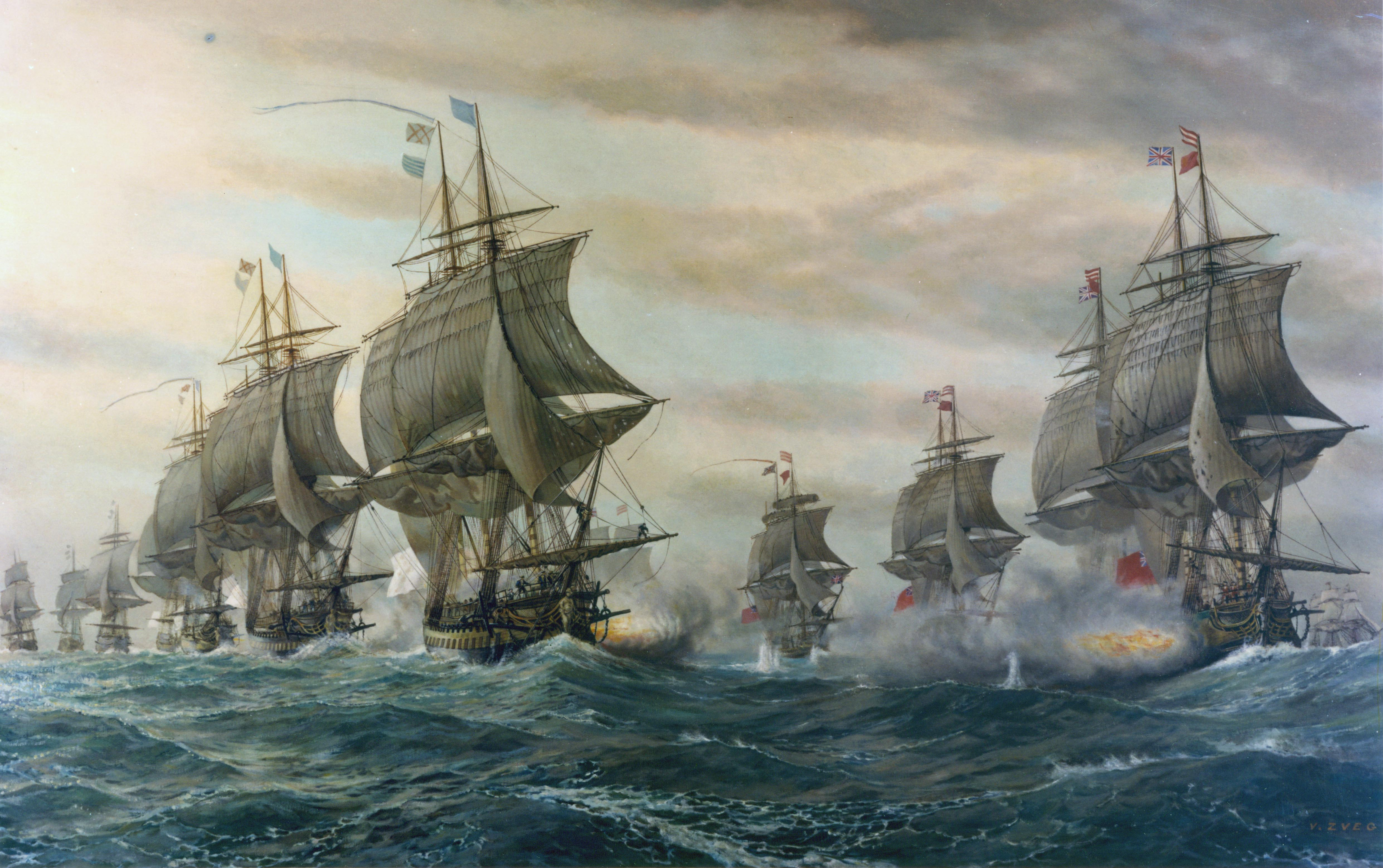
Bataille de la baie de Chesapeake

En mars 1781, la flotte française jeta l'ancre dans la baie de Chesapeake, les troupes françaises débarquèrent et encerclèrent les forces britanniques commandées par le général Charles Cornwallis (1738-1805) : la frégate Héron placée sous le commandement de Jean-Baptiste Prevost de Sansac (1781) se  positionna au cap Henry, captura deux sloops, un brick et une corvette armée de vingt canons. Dans la matinée du 5 septembre 1781, Le Héron est le premier navire français à détecter l'approche de la flotte de l'amiral britannique Graves (1725-1802), ainsi eut lieu la bataille de la baie de Chesapeake, un échec stratégique pour les forces navales britanniques. Peu de temps après cette bataille, Le Héron capture la frégate HMS Iris, (lancée par les États-Unis sous le nom de Hancock le 3 juin 1796 - capturée par les Britanniques le 8 juillet 1777 elle prit le nom HMS Iris - capturée par le Héron le 9 septembre 1781 - détruite à Toulon en 1793). 

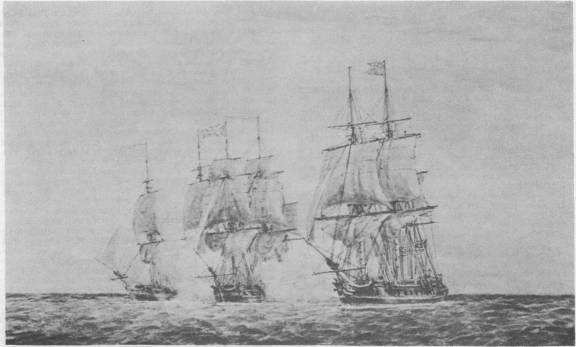
Le Hancock et le Boston prennent le Fox.

Cédant le commandement du Héron à un second, Jean-Baptiste Prevost de Sansac prit le commandement de la frégate Iris armée de 34 canons. Pour son courage et la fermeté avec lesquels il exécuta sa mission il lui fut décerné l'Ordre de Saint-Louis.
Dans les derniers mois de la guerre Iris prit part à la bataille de Saint-Kitts (25 janvier et 26 janvier 1782). À la veille de la batailles des Saintes (9 avril au 12 avril 1782) l'Iris non armée fut détachée pour le transport des troupes ; la frégate remplit cette mission alors que les Britanniques infligèrent une humiliante défaite à la principale force française. L'Iris effectua diverses missions de reconnaissance, la poursuite des navires britanniques et une mission diplomatique, l'offre d'un cessez-le-feu aux britanniques occupant New York.
En 1785, le gouvernement américain remit à Jean-Baptiste Prevost de Sansac l'ordre de Cincinnatus et il devint membre de la Société américaine de Cincinnati.

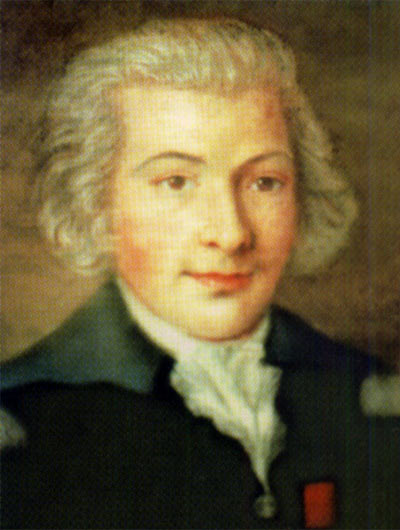
Portrait du marquis de Traversay.

Entre 1785 et 1786 Jean-Baptiste Prevost de Sansac en qualité de commandant du navire de transport Sen  effectua un voyage en Inde. Le 1er mai 1786, il est promu au grade de major puis le 1er décembre 1786 capitaine (premier rang) à l'âge de trente-deux ans, un fait rarissime à cette époque.
En 1788, Jean-Baptiste Prevost de Sansac fut présenté à Louis XVI, il participa à une chasse royale (à cette occasion il fut dans l'obligation de prouver son appartenance à 400 ans de noblesse héréditaire, le roi lui accorda le titre de marquis de Traversay. Entre 1788 et 1790, il fait un voyage aux Antilles à bord de la frégate Iris.
Au début de la Révolution française, lorsque la nouvelle de la prise de la Bastille fut connue en Martinique, Jean-Baptiste Prevost de Sansac se trouvait à son domicile sur cette île. Les troupes françaises se révoltèrent et furent renvoyées dans leurs foyers dans un navire dont le commandement fut assuré par le marquis. De retour en France, la marine française se désagrégea ; Jean-Baptiste Prevost de Sansac prit un long congé. Personnalité de la noblesse, il fut victime de persécutions de la part des révolutionnaires, avec sa famille il se réfugia en Suisse.

### Marine impériale de Russie
À la fin de l'année 1790, Jean-Baptiste Prevost de Sansac reçut en Suisse la visite d'un envoyé de Catherine II de Russie, le prince et amiral russe Karl Heinrich Otto de Nassau-Siegen (1743-1808), celui-ci l'invita à se joindre à la Marine impériale de Russie. Après l'approbation de Louis XVI, en mai 1791 la famille de Traversay arriva à Saint-Pétersbourg. Le 7 mai 1791 il fut promu major-général, affecté à la flotte de la Baltique, il commanda une escadre de sept frégates et plusieurs petits bâtiments, puis fut mis à la tête d'une flottille de galères. Nommé contre-amiral le 10 juillet 1791.
Ce commandement fut bref, en raison de l'opposition entre officiers d'origine française et les Russes désirant suivre le modèle de la marine britannique. En 1790, craignant une alliance suédo-britannique, Catherine II de Russie transféra les officiers d'origine anglaise dans la flotte de la mer Noire, cela provoqua un vide dans la flotte de la mer Baltique. À l'été 1791, la Grande-Bretagne ne fut plus considérée comme une ennemie potentielle, les officiers d'origine anglaise furent invités à revenir à Saint-Pétersbourg.
En août 1791, pour des raisons familiales, Jean-Baptiste Prevost de Sansac quitta la Russie et se rendit à Coblence (siège de l'émigration française), en 1792, le marquis devint agent de liaison entre Catherine II de Russie et l'armée de Condé. Après deux ans passés avec les armées émigrées, en juillet 1794, Jean-Baptiste Prevost de Sansac accompagné de sa famille fut de retour en Russie. Il fut nommé commandant d'une escadre de galères de la flotte de la mer Baltique. En 1797, le marquis fut promu vice-amiral et commandant du port de Svensksund (Rochensalm en russe, aujourd'hui Kotka en Finlande) dans le même temps il commanda une flottille de la mer Baltique.
En 1797, Jean-Baptiste Prevost de Sansac fut nommé gouverneur militaire  de Rochensalm, avec pour mission la construction et la gestion de la forteresse navale prise aux Suédois. La même année il reçut l'ordre de Sainte-Anne (premier degré).
Paul Ier de Russie apprécia beaucoup les services du marquis de Traversay, contrairement à de nombreux soldats contemporains, Jean-Baptiste Prevost de Sansac bénéficia de la bonne disposition du tsar pendant son court règne (1796-1801). Il fut également bien accueilli par Alexandre Ier de Russie, le nouveau tsar le promut amiral en 1801.

#### Flotte de la mer Noire
En 1802, Jean-Baptiste Prevost de Sansac fut nommé commandant en chef des ports de la mer Noire et gouverneur militaire de Kherson, il remplit également une mission de maintien de l'autorité civile sur les bases de Nikolaïev et Sébastopol.  Lors de la Guerre russo-turque (1806-1812) le rôle du marquis fut limité à la défense des nouvelles bases navales de Crimée et de la péninsule de Taman et le ravitaillement de la flotte de la mer Noire. En 1804, le marquis fut décoré de l'ordre de Saint-Alexandre Nevski.
La dernière action de Jean-Baptiste Prevost de Sansac fut le siège et la destruction d'Anapa (avril 1807). Une force navale composée de quatre navires de ligne placés sous le commandement de l'amiral Semion Poustochkine (1759-1846) et le marquis de Traversay détruisirent la forteresse d'Anapa à bout portant ; les rebelles d'Anapa abandonnèrent les lieux sans combattre, l'infanterie russe rasa la forteresse. Une seconde opération similaire à la précédente fut tentée contre Trabzon mais détectée par les Turcs elle fut annulée avant le tir des premiers coups de canons. En cette année 1807, Napoléon Ier proposa au marquis de reprendre du service dans la Flotte française, celui-ci opposa un refus. Le marquis se vit décerner l'Ordre de Saint-Vladimir (1er degré).
En juillet 1809, Jean-Baptiste Presvost de Sansac reçut l'ordre d'abandonner le commandement de la Flotte de la mer Noire au duc Armand Emmanuel du Plessis, duc de Richelieu et à l'amiral Nikolaï Yazykov et de revenir à Saint-Pétersbourg le plus rapidement possible afin de remplacer l'amiral Pavel Tchitchagov au poste de ministre de la Marine impériale de Russie. Le 1er janvier 1810, le marquis fut admis au Conseil d'État.

### Ministre de la Marine impériale de Russie

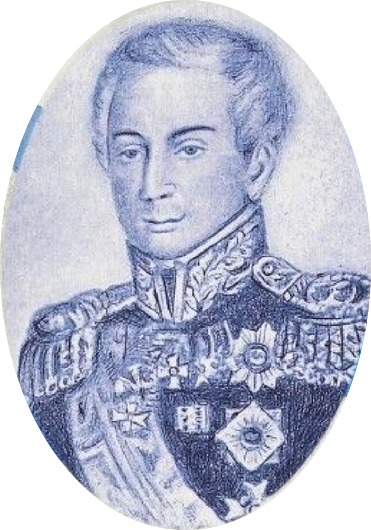
Jean-Baptiste Prevost de Sansac de Traversay.

Entre 1809 et 1812  la principale tâche de Jean-Baptiste Prevost de Sansac, marquis de Traversay fut l'amélioration de la construction navale et la défense des côtes de la mer Baltique. Il réorganisa la structure de la Flotte de la mer Baltique (plus de 32 000 hommes) il créa un régiment permanent composé de petites unités fournissant la main d'œuvre aux équipages des navires et aux forces terrestres, ce système fit ses preuves lors du conflit de 1812 et les campagnes suivantes contre Napoléon Ier, ce système resta en vigueur jusqu'à 1917. En 1811, le marquis reçut l'Ordre de Saint-Alexandre Nevski avec diamants. En 1814, l'empereur remit au marquis une bague sertie de diamants avec le portrait de Sa Majesté.
À la fin des guerres napoléoniennes, l'économie de l'Empire de Russie fut dévastée et Alexandre Ier de Russie dut réduire le budget de la Marine impériale à un tel point que la Flotte de la mer Baltique ne pouvait se permettre d'exécuter des manœuvres en haute mer. Jean-Baptiste Prevost de Sansac dut limiter les exercices de la Flotte à l'extrémité du golfe de Finlande, partie orientale duquel fut ironiquement surnommé La flaque du marquis (russe Маркизова лужа). En 1816, le marquis fut décoré de l'Ordre de l'Épée (ordre suédois).
En 1817, le budget fut réévalué, l'Amirauté put donc faire construire sept nouvelles frégates, deux navires de ligne et repris ses expéditions de longues distances, mais le sobriquet La flaque du marquis persista pendant près de deux siècles.

#### Expéditions en Arctique et en Antarctique (1815-1818 et 1819-1821)
Entre 1815 et 1821, Jean-Baptiste Prevost de Sansac soutint des expéditions en Arctique et en Antarctique. La première de ces expéditions se déroula entre 1815 et 1818, elle fut dirigée par l'Allemand Otto von Kotzebue (1787-1846), il explora l'Océan Pacifique du Kamtchatka aux îles Sandwich (archipel hawaïen). La seconde dirigée par Mikhaïl Lazarev et Fabian Gottlieb von Bellingshausen se déroula entre 1819 et 1821, les deux explorateurs entreprirent un tour du monde, ils naviguèrent le long des côtes de l'Antarctique (ils furent les premiers européens depuis James Cook), en 1819, ils découvrirent les îles Traversay (située à l'extrême nord des îles Sandwich du Sud). La troisième expédition débuta également en 1819, elle fut dirigée par Piotr Fiodorovitch Anjou (1796-1869), Gleb Semyonovitch Chischmaryov et Ferdinand von Wrangel, ils passèrent le détroit de Béring et explorèrent les côtes arctique de l'Alaska et celles de la Russie pour atteindre  76° 15' de latitude nord. Jean-Baptiste Prevost de Sansac se vit offrir une part dans la Compagnie russe d'Amérique, mais refusa en invoquant un conflit d'intérêts ; il refusa également le titre de prince russe (knyaz) estimant que le titre de marquis serait plus avantageux pour ses enfants.
En 1821, après le décès de sa seconde épouse, Jean-Baptiste Prevost de Sansac, vieillissant, tenta une première fois de présenter sa démission. Alexandre Ier de Russie refusa de se séparer de lui et, au contraire, l'honora de l'Ordre de Saint-André (1821) ; en outre le tsar lui permit de s'installer à Romanchina (ville située près de Louga à 120 kilomètres de Saint-Pétersbourg), le marquis remplit ses fonctions de ministre de la Marine impériale de Russie dans cette ville. Pendant les sept années suivantes, il occupa le poste de ministre de la marine loin de toute base navale. Le tsar lui rendit régulièrement visite, la dernière eut lieu en septembre 1825, soit quatre semaines avant le décès d'Alexandre Ier de Russie à Taganrog.
À peu près à la même période, Jean-Baptiste Prevost de Sansac sentit les premières atteintes de la maladie d'ischémie. Au cours des trois premières années du règne de Nicolas Ier de Russie (1825-1855), le marquis poursuivit la reconstruction de la Flotte de la Baltique ruinée après la désastreuse inondation de novembre 1824 à Saint-Pétersbourg, confiant progressivement ses fonctions à de jeunes officiers.
Le 29 mars 1828, Jean-Baptiste Prevost de Sansac prit finalement sa retraite; Nicolas Ier de Russie lui décerne l'Ordre de Saint-Georges (quatrième classe). Jean-Baptiste Prevost de Sansac, marquis de Traversay décède le 19 mai 1831dans son manoir de Romanchina au sud de Saint-Pétersbourg.

### Vie privée
En 1783, Jean-Baptiste Prevost de Sansac, marquis de Traversay épousa à Rochefort sa première femme Marie-Madeleine Riouffe (fille de l'amiral Jean Joseph de Riouffe), deux enfants naquirent : Claire naquit en France en 1785, Jean-François (Alexandre Ivanovitch de Traversay) naquit en Suisse en 1791, il vécut assez longtemps pour obtenir la nationalité russe. Marie-Madeleine Riouffe décéda en donnant naissance à Alexandre Ivanovitch de Traversay en 1796. Le jeune Alexandre reçut le baptême dans la religion orthodoxe, sa marraine fut Catherine II de Russie, l'impératrice, généreuse, déposa dans la corbeille du nouveau-né un brevet d'officier de marine. Jean-Baptiste Prevost de Sansac craignant pour la vie de son enfant demanda à l'impératrice de remettre le brevet détenu à Jean-François, celui-ci prit le prénom d'Alexandre et conserva le précieux brevet. Malgré tout le jeune Alexandre Ivanovitch de Traversay survécut. La famille compta deux Alexandre : Alexandre l'aîné (1791-1850) et Alexandre le cadet (1796-1866). Les deux frères firent carrière dans la Marine impériale de Russie
Quatre ans plus tard (1800), Jean-Baptiste Prevost de Sansac épousa Louise Ulrique de Bruine (Loviisa Ulriikka Bruun), fille d'Elisabeth Fabritius et Kaarle Bruun, seigneur de manoir d'Oravala de Valkeala, un marchand en Hamina, vieille Finlande (un homme d'affaires d'Hamina en Finlande). Cette union donna deux enfants : Fiodor Ivanovitch de Traversay (1803-) il devint fonctionnaire dans la Marine impériale de Russie, Marie Ivanovna de Traversay (1807-1871). Louise Ulrique meurt en 1821. Un neveu de Louise Ulrique, était Theodor Bruun qui devint le Ministre Secrétaire d’État de Finlande et un baron.
Les membres de la famille de Traversay adoptèrent la nationalité russe en 1811, ils furent enregistrés comme résidents du gouvernement de Voronej. Toutefois, le marquis conserva la religion catholique romaine et parla très mal le russe jusqu'à son décès. Ses enfants furent baptisés et élevés dans la foi orthodoxe et intégrèrent pleinement la société russe.
Les descendants de la famille de Traversay de nationalité française résident en France, les Traversay de nationalité russe résident à Kiev et Orcha (Biélorussie).

### Mariage et descendance
En 1783, Jean-Baptiste Prevost de Sansac épousa à Rochefort (Charente-Maritime) Marie-Madeleine Riouffe († 1796), fille de Jean-Joseph de Riouffe, chef d'escadre et directeur du port de Rochefort.
Trois enfants naquirent de cette union :
- Claire Ivanovna de Traversay (1785-1842)
- Jean-François Ivanovitch de Traversay ou Alexandre Ivanovitch de Traversay (1791-1850), vice-amiral de la Marine impériale de Russie
- Alexandre Ivanovitch de Traversay (1796-1866), major-général dans l'armée impériale de Russie

Veuf en 1796, Jean-Baptiste Prevost de Sansac épousa en 1800 Louise Ulrique de Bruine (Bruun) (†1821) (fille d'un homme d'affaires d'Hamina (Finlande).
Deux enfants naquirent de cette union :
- Fiodor Ivanovitch de Traversay (1803-), fonctionnaire dans la Marine impériale de Russie
- Maria Ivanovna de Traversay (1807-1871).

## Lieu portant son nom
- Îles de Traversay : Située à l'extrême nord des îles Sandwich découvertes en 1819. Elles se composent de l'île Zavodovski, l'île Leskov, l'île Visokoi.

## Distinctions
- 1782 : Ordre de Saint-Louis
- 1785 : Ordre de Cincinnatus
- 1797 : Ordre de Sainte-Anne (première classe)
- 1804 : Ordre de Saint-Alexandre Nevski
- 1807 : Ordre de Saint-Vladimir (première classe)
- 1811 : Ordre de Saint-Alexandre Nevski avec diamants
- 1814 : Bague sertie de diamants avec portrait du tsar
- 1816 : Ordre de l'Épée (Ordre suédois)
- 1821 : Ordre de Saint-André
- 1828 : Ordre de Saint-Georges (quatrième classe)

## Sources
- (ru)/(en) Cet article est partiellement ou en totalité issu des articles intitulés en russe « Траверсе, Иван Иванович » (voir la liste des auteurs) et en anglais « Jean-Baptiste, marquis de Traversay » (voir la liste des auteurs).
- Madeleine du Chatenet, L'Amiral Jean-Baptiste de Traversay, un Français, ministre de la marine des Tsars, Tallandier, 1er novembre 1996 (ISBN 978-2235021593) (aperçu)